# 波亚里什 (弗雷舒-德埃什帕达阿辛塔)
波亚里什是葡萄牙布拉干萨区的一个堂区。总面积40.64平方公里，总人口507人，人口密度12.5人/平方公里。